# 170 f.Kr.

## Händelser

### Efter plats

#### Grekland
- I Thessalien slår kung Perseus av Makedonien tillbaka en romersk armé, ledd av Aulus Hostilius Mancinus. Under tiden plundras den thrakiska staden Abdera av romerska och pergamesiska trupper.

#### Egypten
- Då den unge kungen Ptolemaios VI Filometors förmyndare kräver att Koilesyrien skall återställas under egyptisk kontroll bestämmer sig seleukiderkungen Antiochos IV Epifanes för att i förebyggande syfte slå till mot Egypten och invaderar landet, varvid han erövrar allt utom staden Alexandria. Dessutom lyckas han fånga Ptolemaios VI.
- Antiochos IV bestämmer sig för att låta Ptolemaios VI fortsätta som kung av Egypten, men som sin marionett. Detta göra han för att minska Roms reaktion mot denna invasion. Antiochos IV avreser sedan från Egypten, för att ta hand om oroligheter i Palestina, men han säkrar sin tillgång till Egypten med en stark garnison i Pelusion.
- Då Antiochos IV har lämnat landet väljer Alexandrias invånare Ptoleamaios VI:s bror Ptolemaios VIII Euergetes till kung. De båda Ptolemaiosbröderna enas om att styra Egypten tillsammans med sin syster Kleopatra II och invaderar Koilesyrien med egyptiska trupper.

#### Seleukiderriket
- Den usurperade prästen Jason av Judeen överger inte sina krav på titeln överstepräst, vilken han förlorade till Menelaios två år tidigare. Medan Antiochos IV krigar mot Egypten lyckas han göra sig själv till herre över Jerusalem än en gång och tvingar Menelaios att söka sin tillflykt till citadellet.

#### Baktrien
- Vid denna tid erövrar Eukratides, som antingen är en upprorisk baktrisk tjänsteman eller kusin till seleukiderkungen Antiochos IV Epifanes, det Grekisk-baktriska kungarikets tron genom att störta Euthydemiddynastins kung Antimachos I.

## Födda
- Dionysios Thrax, hellensk grammatiker, som kommer att leva och verka i Alexandria och senare på Rhodos (död 90 f.Kr.)
- Lucius Accius (eller Lucius Attius), romersk tragedipoet och litteraturforskare (död omkring 86 f.Kr.)